# ジョシュ・フィールズ
ジョシュア・ディーン・フィールズ（Joshua Dean "Josh" Fields , 1982年12月14日 - ）は、アメリカ合衆国オクラホマ州出身の元プロ野球選手（内野手）。右投げ右打ち。現在は読売ジャイアンツ駐米スカウト。

## 経歴

### ホワイトソックス時代
2004年にシカゴ・ホワイトソックスからドラフト1巡目（全体18番目）で指名され契約。
2006年はAAA級シャーロットで打率.305、19本塁打、70打点、OPS.894、28盗塁の成績を残し、オールスター・フューチャーズゲームにも出場。9月13日のロサンゼルス・エンゼルス・オブ・アナハイム戦の9回からレフトの守備につきメジャーデビュー。9月18日、デトロイト・タイガース戦の9回に代打で出場し、ホワイトソックス史上3人目のメジャー初打席初本塁打を記録した。
2007年は、腰を故障したジョー・クリーディに代わり、6月から三塁手としてメジャーに定着。100試合に出場し、打率.244、OPS.788と低調だったものの、リーグのルーキー最多の23本塁打を放ち67打点をマーク。特に9月の第3週目には、21日のミネソタ・ツインズ戦でヨハン・サンタナから2本塁打を放つなど打率.525、長打率1.190と打棒が爆発し、週間MVPを獲得した。また、クリーディが復帰する来期以降に備え、左翼手としても21試合に出場した。
2008年は、故障から復帰するクリーディと共に正三塁手候補、また前年オフにトレードで獲得したカルロス・クエンティンと共に正左翼手候補としても期待された。しかし開幕から膝の故障に悩まされ、メジャーでは14試合の出場で打率.156、OPS.416。AAA級シャーロットでも75試合の出場で打率.246、OPS.772と期待を大きく裏切る成績に終わり、9月には膝の内視鏡手術を受けた。
2009年は三塁手のほか、一塁手としても17試合に出場。7月23日にチームメイトのマーク・バーリーが完全試合を達成した試合では一塁を守り、2回に先制満塁本塁打を打ち、最終回には27個目のアウトとなるアレクセイ・ラミレスからの送球を捕球した。このシーズンは79試合の出場で7本塁打を放ったが、打率は.222に留まり、マイナー降格も経験した。

### ロイヤルズ時代
2009年11月6日、クリス・ゲッツと共にマーク・ティーエンの交換要員としてカンザスシティ・ロイヤルズに移籍した。
2010年は開幕から股関節を痛めDL入りし、9月3日のデトロイト・タイガース戦で復帰し、13試合出場。打率.306、OPS.810を記録した。12月20日にピッツバーグ・パイレーツとマイナー契約を結んだ。
2011年はスプリングトレーニングで21試合に出場し打率.172、OPS.512の成績に終わった。

### ロッキーズ傘下時代
2011年3月28日にコロラド・ロッキーズへ移籍し、傘下のAAA級コロラドスプリングスで開幕を迎えた。6月下旬までに50試合に出場し、打率.365、11本塁打、OPS1.103、7盗塁の成績を挙げていた。6月23日に読売ジャイアンツが獲得に動いていることが報じられた。6月28日に放出された。

### 巨人時代
2011年7月1日に読売ジャイアンツとシーズン終了までの契約を結んだことを発表。年俸など総額50万ドル（約4000万円）。7月14日に入団会見をした。入団後は打撃不振に陥り8月5日に2軍落ちするも、ラスティ・ライアルが不振や試合放棄で2軍降格したために9月6日に再昇格。9月18日、中日ドラゴンズ戦でエンジェルベルト・ソトからようやく来日初本塁打を放った。その後は左投手相手にスタメンで起用され好成績を残すも、右投手相手には全く打てず10月7日に再び2軍落ち、そのままシーズンを終えた。結局シーズントータルでの成績は打率.202、2本塁打、OPS.553と低調に終わり、契約は更新されず退団となった。

### 巨人退団後
2012年1月4日にロサンゼルス・ドジャースとマイナー契約を結んだ。この年はAAA級アルバカーキ・アイソトープスで133試合に出場して打率.322、13本塁打を放った。11月3日にFAとなり、11月16日にフィラデルフィア・フィリーズと契約。
2013年はAAA級リーハイバレー・アイアンピッグスで109試合に出場。11月5日にFAとなった。
2014年はメキシカンリーグのカンペチェ・パイレーツに所属。
2015年もカンペチェ・パイレーツと契約したが、5月6日に解雇となる。

## 選手としての特徴
広角に打球を打ち分け、ポール・コネルコに勝るとも劣らないと評価された長打力を持ち味とする。左投手に強く、2010年までのメジャー通算で右投手には打率.209・OPS.623だが、左投手には打率.293・OPS.957を残している。速球に強いが変化球に弱く、三振の多さとDRSとUZR共に平均を大きく下回る三塁守備を課題としている。左翼手として起用できるか試されたこともあるが、不合格とされた。巨人時代はチーム事情で一塁手を守ることもあった。日本では守備は無難にこなしており、2011年の失策は一塁三塁共に0だった。
大学時代はアメリカンフットボールのクォーターバックとしても活躍した。

## 詳細情報

### 年度別打撃成績
| 年 度    | 球 団    | 試 合 | 打 席 | 打 数 | 得 点 | 安 打 | 二 塁 打 | 三 塁 打 | 本 塁 打 | 塁 打 | 打 点 | 盗 塁 | 盗 塁 死 | 犠 打 | 犠 飛 | 四 球 | 敬 遠 | 死 球 | 三 振 | 併 殺 打 | 打 率 | 出 塁 率 | 長 打 率 | O P S |
| -------- | -------- | ----- | ----- | ----- | ----- | ----- | -------- | -------- | -------- | ----- | ----- | ----- | -------- | ----- | ----- | ----- | ----- | ----- | ----- | -------- | ----- | -------- | -------- | ----- |
| 2006     | CWS      | 11    | 25    | 20    | 4     | 3     | 2        | 0        | 1        | 8     | 2     | 0     | 0        | 0     | 0     | 5     | 0     | 0     | 8     | 0        | .150  | .320     | .400     | .720  |
| 2007     | CWS      | 100   | 418   | 373   | 54    | 91    | 17       | 1        | 23       | 179   | 67    | 1     | 1        | 6     | 3     | 35    | 0     | 1     | 125   | 11       | .244  | .308     | .480     | .788  |
| 2008     | CWS      | 14    | 35    | 32    | 3     | 5     | 1        | 0        | 0        | 6     | 2     | 0     | 0        | 0     | 0     | 3     | 0     | 0     | 17    | 0        | .156  | .229     | .188     | .417  |
| 2009     | CWS      | 79    | 268   | 239   | 29    | 53    | 5        | 2        | 7        | 83    | 30    | 2     | 3        | 2     | 0     | 25    | 0     | 2     | 76    | 5        | .222  | .301     | .347     | .648  |
| 2010     | KC       | 13    | 50    | 49    | 5     | 15    | 0        | 0        | 3        | 24    | 6     | 0     | 0        | 0     | 0     | 1     | 0     | 0     | 9     | 1        | .306  | .320     | .490     | .810  |
| 2011     | 巨人     | 40    | 116   | 109   | 9     | 22    | 4        | 1        | 2        | 34    | 9     | 0     | 0        | 0     | 1     | 4     | 0     | 2     | 32    | 2        | .202  | .241     | .312     | .553  |
| MLB：5年 | MLB：5年 | 217   | 796   | 713   | 95    | 167   | 25       | 3        | 34       | 300   | 107   | 3     | 4        | 8     | 3     | 69    | 0     | 3     | 235   | 17       | .234  | .303     | .421     | .724  |
| NPB：1年 | NPB：1年 | 40    | 116   | 109   | 9     | 22    | 4        | 1        | 2        | 34    | 9     | 0     | 0        | 0     | 1     | 4     | 0     | 2     | 32    | 2        | .202  | .241     | .312     | .553  |

- 2011年度シーズン終了時

### 年度別守備成績
| 年 度 | 一塁 | 一塁 | 一塁 | 一塁 | 一塁 | 一塁   | 三塁 | 三塁 | 三塁 | 三塁 | 三塁 | 三塁   |
| 年 度 | 試合 | 刺殺 | 補殺 | 失策 | 併殺 | 守備率 | 試合 | 刺殺 | 補殺 | 失策 | 併殺 | 守備率 |
| ----- | ---- | ---- | ---- | ---- | ---- | ------ | ---- | ---- | ---- | ---- | ---- | ------ |
| 2011  | 16   | 105  | 11   | 0    | 6    | 1.000  | 23   | 8    | 20   | 0    | 1    | 1.000  |
| 通算  | 16   | 105  | 11   | 0    | 6    | 1.000  | 23   | 8    | 20   | 0    | 1    | 1.000  |

- 2011年度シーズン終了時

### 記録
NPB
- 初出場：2011年7月10日、対広島東洋カープ9回戦（東京ドーム）、8回裏に大村三郎の代打として出場
- 初打席：同上、8回裏にデニス・サファテから四球
- 初先発出場：2011年7月12日、対阪神タイガース10回戦（阪神甲子園球場）、6番・三塁手として先発出場
- 初安打：2011年7月13日、対阪神タイガース11回戦（阪神甲子園球場）、7回表に榎田大樹から右前安打
- 初本塁打・初打点：2011年9月18日、対中日ドラゴンズ17回戦（東京ドーム）、7回裏にエンジェルベルト・ソトから左越2ラン

### 背番号
- 27 （2006年 - 2007年）
- 22 （2008年 - 2009年）
- 7 （2009年）
- 11 （2010年）
- 25 （2011年）